# La Loi de la séduction

La Loi de la séduction (Heartless) est un téléfilm américain réalisé par Robert Markowitz et diffusé en 2005 à la télévision.

## Fiche technique
- Titre original : Heartless
- Titre français : La Loi de la séduction
- Scénario : Howard Swindle et Adam Greenman
- Durée : 95 min
- Pays :  États-Unis

## Distribution
- Michael Arata
- Marcus Lyle Brown : ICU Doctor
- Robb Conner : Nino
- Anne Ewen : Eleonor
- Keith Flippen : Dist. Atty. Lansing
- Mike Franklin : Asst. District Attorney
- Lara Grice : Secretary
- Melanie Griffith (VF : Dorothée Jemma) : Miranda Wells
- Gregg Henry : Lt. Russ Carter
- David Jensen : Mitchel Harding
- Mark Krasnoff : Ed Brunet
- Earl Maddox : Hector
- Ritchie Montgomery : Det. Steve Syler
- Esai Morales : Rick Benes / David Lopez
- Khalfani Morgan : Detective Kantrow
- Lidia Porto : Carla Arujo
- Dane Rhodes : Prisoner
- Ryan Rilette : Delivery Man
- Stephen Rue : Heir
- Veronica Russell : Reporter
- Brandon Smith : Business Executive
- Michael Wozniak : Detective